# Lee Myung-bak
Lee Myung-bak (이명박?, 李明博?, I MyeongbakLR) (Osaka, 19 dicembre 1941) è un politico sudcoreano, 10º presidente della Corea del Sud dal 2008 al 2013. In precedenza è stato CEO di Hyundai Engineering and Construction e sindaco di Seul dal 2002 al 2006.
Membro del Grande Partito Nazionale (한나라당?), di tendenza conservatore, ha iniziato il suo mandato il 25 febbraio 2008. Lee ha modificato l'approccio del governo sudcoreano nei confronti della Corea del Nord, preferendo - anche se era favorevole al dialogo regionale con Russia, Cina e Giappone - una strategia più dura sulla scia delle crescenti provocazioni da parte del Nord,  Sotto Lee, la Corea del Sud ha aumentato la sua visibilità e influenza sulla scena globale, ospitando il vertice del G-20 di Seul del 2010.
Il 22 marzo 2018, Lee è stato arrestato con l'accusa di corruzione, appropriazione indebita ed evasione fiscale. I pubblici ministeri accusarono Lee di aver ricevuto tangenti per un totale di 11 miliardi di won e di aver incanalato beni per 35 miliardi di won in un fondo nero illecito. Poco prima del suo arresto, Lee ha pubblicato una dichiarazione scritta a mano su Facebook negando le accuse. Il 5 ottobre 2018 è stato condannato a 15 anni di reclusione. Il 29 ottobre 2020 la Corte Suprema sudcoreana ha confermato la condanna a 17 anni per corruzione. Il 27 dicembre 2022 il presidente Yoon Suk-yeol ha concesso a Lee una grazia speciale, annullando i restanti 15 anni della condanna.

## Biografia
Nacque il 19 dicembre 1941 a Osaka, in Giappone, dove suo padre lavorava come massaio. Nel 1945, dopo la liberazione, la sua famiglia ritornò in Corea e si stabilì a Pohang.
Studiò amministrazione di impresa nella Università di Seul. In quel periodo partecipò alle manifestazioni di protesta contro la normalizzazione dei rapporti tra la Corea del Sud e il Giappone, portata a termine dal Presidente Park Chung-Hee nel 1965.

### Carriera nel mondo dell'impresa
Nel 1965 entrò nella multinazionale Hyundai dove si avvicinò al fondatore della compagnia Chung Ju-Yung, che lo nominò quadro nel 1977. Investì anche nel settore immobiliare e fece fortuna grazie all'esplosione dei prezzi immobiliari dagli anni settanta agli anni novanta.
Negli anni ottanta, si avvicinò ai capi politici della regione come Jiang Zemin o Michail Gorbačëv. Nel 1988, fu nominato presidente della Hyundai Engineering, che già contava 160.000 dipendenti nel mondo. Si dimise nel 1992, dopo 27 anni di carriera.

### Carriera nel mondo politico
Nel 1992 fu eletto deputato e dal 2002 al 2006 fu sindaco di Seul. Il suo mandato è stato caratterizzato da opere pubbliche di urbanistica. Il 19 dicembre 2007 è stato eletto Presidente della Corea del Sud con più del 50% dei voti (contro il 26% del suo avversario).
I servizi segreti della Corea del Sud (NIS) sono usati per influenzare i voti degli elettori a favore dei conservatori. Nel 2016, durante il processo sul ruolo dei servizi segreti nelle elezioni presidenziali del 2012, il tribunale ha riconosciuto che dalla presidenza di Lee Myung-bak, la NIS è stata direttamente coinvolta nella manipolazione dell'opinione pubblica sudcoreana attraverso le "ONG" conservatrici: "Un agente di nome Park, che faceva parte del team di guerra psicologica della NIS, ha sostenuto e supervisionato le attività delle organizzazioni conservatrici di destra e delle organizzazioni giovanili orientate a destra".

### Condanna per corruzione
Suo fratello maggiore Lee Sang-deuk, un deputato del partito Saenuri, è stato arrestato nel luglio 2012 per aver ricevuto 600 milioni di won dai presidenti di due banche di risparmio in difficoltà, Solomon Savings Bank e Mirae Savings Bank, tra il 2007 e il 2011. In cambio, ha promesso di evitare audit e sanzioni. Secondo il giudice che ha ordinato il suo arresto: "I crimini di Lee sono stati stabiliti e c'è un fondato timore che il sospetto stia cercando di distruggere le prove, dato il suo status e la sua influenza politica.
Il deputato Chung Doo-un è anche sotto inchiesta per aver ricevuto tangenti dal CEO della Solomon Savings Bank nel 2007. Questo denaro potrebbe essere stato in parte utilizzato per la campagna presidenziale di Lee Myung-bak.
Secondo la giustizia sudcoreana, il gruppo Samsung lo ha pagato sei miliardi di won (4,5 milioni di euro) per comprare la grazia presidenziale concessa nel 2009 al suo presidente Lee Kun-hee, che era stato condannato alla libertà vigilata per evasione fiscale.
Il 22 marzo 2018 è stato emesso un mandato d'arresto nei suoi confronti. È accusato di aver ricevuto un totale di più di 8 milioni di euro in tangenti, date da varie aziende, ma anche dai suoi ex servizi segreti. È anche sospettato di essere il vero proprietario di una PMI, DAS, che gli avrebbe permesso di raccogliere numerose tangenti.
Il 9 aprile 2018, l'ufficio del pubblico ministero ha annunciato che Lee Myung-Bak è stato accusato di corruzione, abuso di potere, appropriazione indebita ed evasione fiscale. In totale, ci sono sedici accuse contro di lui. Il 5 ottobre 2018, il tribunale di Seul lo ha condannato a quindici anni di prigione e a una multa di 13 miliardi di won (circa dieci milioni di euro). È il quarto ex presidente della Repubblica sudcoreana ad essere condannato dopo il suo mandato. È stato rilasciato su cauzione il 6 marzo 2019.
Il 29 ottobre 2020 è stato infine condannato a 17 anni di prigione per corruzione dalla Corte suprema sudcoreana. È di nuovo in detenzione dal 2 novembre 2020.